# いいくぼさおり
いいくぼ さおり（12月7日生）は、日本の女性シンガーソングライター、作曲家、ピアニスト。東京都出身。フューチャーアマデウス所属。通称「くぼんぬ」。

## 来歴・人物
東京都世田谷区育ち、宝仙学園高等学校、昭和音楽大学音楽学部声楽学科卒業。
絶対音感の持ち主でどんな音でも音符にできる。
ポップス・ピアノ弾き語り。全国的にライブ活動を展開。
キャッチコピーは「嬉しいから泣いた、悲しいから笑った。そんな時がある、そんな歌がある」

## 趣味
音楽家としての夢は「映画音楽を作ること」
料理が得意。かなりの読書家。
映画観賞、美術館巡りが趣味。
漫画やお笑いにも詳しい。

## 人物
一日中ピアノを弾き続けている日も多く、食事もピアノに座ったまま取っていたという。音楽に対してはストイックに向き合う姿勢はファンの間では有名。その反面、「親ライオンは子ライオンを谷底に突き落とす」という話にも号泣してしまうほど涙もろく、ライブでは泣きながらMCをすることもある。
ピアノは3歳から習い始める。親の希望もあって音大進学のための本格的なピアノのレッスンを受けていた。本人は「ピアノのレッスンが大嫌いだった」とラジオやライブなどで語っている。
高校時代には親に内緒でお笑いの門をたたく。本人はその時の心境を「ピアノから離れたくて親への反抗だった」と語っている。アミーパークで預かり芸人として漫才の修行をしていたという異色の経歴の持ち主。渋谷シアターDのお笑いライブに毎月のように出演し、漫才、ネタ見せ、コントなどを披露。しかし相方とコンビを解消したことをきっかけに、自然と音楽の道に戻り、音大を受験し進学。

## ライブ
ピアノ弾き語りスタイルを中心に全国的に活動。ドラマティックな演出と構成で、バラードからコミカルな歌詞を乗せた楽曲までファンの間では「泣けるライブ」「笑えるライブ」「心温まるライブ」と呼ばれている。「ぐるぐるマイク」と呼ばれているパフォーマンス（ピアノを弾きながらマイクを回すというライブ盛り上げのパフォーマンス）を繰り広げ、MCも軽やか。

## 創作
本人が作詞作曲を手がけているが　事務所（フューチャーアマデウス）の代表でもある保坂康介プロデューサー（通称　保P）との共作楽曲も多いことが特徴。作詞 保坂康介　作曲いいくぼさおり　というコンビネーションで生み出された楽曲には代表曲も多い。保Pはマネージメントも手掛け、いいくぼさおりを総合的にプロデュースしている。本人曰く「いいくぼさおりはいいくぼさおり個人でもあるけれど『いいくぼさおり』というユニットでもある。保Ｐはスタッフでもあり『表には出ないメンバー』でもある。」と語っている。
3rdアルバム『存在』ではアレンジも手掛けている。ピアノに拘った曲作りをしている反面、Pro Toolsを駆使しての創作活動も。
楽曲提供も積極的に行っている。
ゲーム『きんとうか』（2017年4月発売）では主題歌・挿入歌を５曲手掛ける。
人気ゆるキャラ『ふっかちゃん』の体操ソング「ふっかちゃん体操」楽曲提供。
吉本エージェンシーのプロジェクト、子供新喜劇「新喜劇といっしょ」のテーマソング・体操ソング3曲楽曲提供。
アイドル『愛の葉ガールズ』にも楽曲を提供。（Song）
映画「SHIGEOH」楽曲提供（2012年）
オムニバス映画「3.11 明日〜WAV〜」（監督・脚本：和島香太郎）では主演に抜擢されている。

## 主な活動歴
2005年12/20 
Zepp Tokyo で開催された「第４回 ASAHI スーパードライ B-JAM」に出演。
ライブの模様は「MUSIC ON! TV」で放映された。
後に本人は「これをきっかけにスタートラインに立った気がする」と語っている。
2006年
4/2　初のCD『Saoriiikubo』 発売（4曲入り　ピアノ弾き語りＣＤ）
7/20「第22回東京の夏・音楽祭」出演。
11/3～ 初の全国ツアー。札幌～福岡まで18ヶ所26公演をピアノ弾き語りで敢行。
※この当時はインディーズ系のシンガーソングライターが全国ツアーをするというのはとても珍しいことだった。
12/7　CD『Saoriiikubo 2』を全国リリース（4曲入り　ピアノ弾き語りＣＤ）
※TSUTAYA全店舗でレンタル開始。（この当時はインディーズ系アーティストとしては快挙的な出来事）
12/19-20 ワンマン2DAYS（ツアーファイナル　a t渋谷7thフロアー）満員御礼SOLD OUT
12月～1月『ツタヤ NEW SPIRITS ARTIST』に選ばれる。
2007年：ドラマ「愛しのファミーユ」　エンディングテーマ担当。「テトリス」が使われる。
2008年11月3日：1stアルバム「ハジケマシテ」発売。
2009年2月7日　渋谷 duo MUSIC EXCHANGE 「ハジケマシテツアーファイナル」300人 SOLD OUT
2011年：映画主演。仙台短篇映画祭プロデュースのオムニバス映画『311 明日』の中の短編映画『WAV』 主演。（仏題 "La vague"）（監督・脚本：和島香太郎）主演。
本作は、翌年3月にフランス／ドイツ共同放送局アルテ「court-circuit」内で放送された。
2012年：映画「SHIGEOH」楽曲提供。
2012年8月1日：2ndアルバム「ケッヘルの伝言」を全国リリース。全国ツアーで札幌〜福岡32公演。
2012年9月23日　Mt.RAINIER HALL SHIBUYA PLEASURE PLEASURE「ケッヘルの伝言ツアーファイナル」SOLD OUT
2013年9月7日　名古屋 BLUE NOTE　ライブ
2013年：埼玉県深谷市ゆるキャラ「ふっかちゃん」体操ソング「ふっかちゃん体操」楽曲提供。
2015年：吉本興業　新プロジェクト「こども新喜劇」（座長＝高井俊彦　吉本興業）のテーマソング・体操ソング3曲楽曲提供。
2015年：TOKYO MX　バラエティー番組「ググって○○聞いてみた！」テーマソング「最後に笑おう」。
2016年2月7日　シンガーソングライターイベント「歌歌」を主宰開催。
※2/7 渋谷Mt.RAINIER HALL　7/30 名古屋ell.FITS ALL　7/31 大阪JANUS　8/2 Shibuya O-EASTで開催し、その後も定期的に開催されている。
2017年3月：PCゲーム「きんとうか」主題歌・挿入歌を含む全5曲楽曲提供。
2018年5月5日：3rdアルバム「存在」発売（2018年7月11日全国発売）。
2020年4月　TOKYO MX　バラエティー番組「明日どこ!?DX」テーマソング『ならば』

## 作品
| 枚                 | タイトル                                           | 発売日         | 備考                                  |
| ------------------ | -------------------------------------------------- | -------------- | ------------------------------------- |
| 弾き語りCD 1st     | saoriiikubo1 ピアノ弾き語り集 4曲入                | 2006年4月2日   | 全国流通 完売 TSUTAYA全店舗でレンタル |
| 弾き語りCD 2nd     | saoriiikubo2 ピアノ弾き語り集 4曲入                | 2006年12月7日  | 全国流通 完売 TSUTAYA全店舗でレンタル |
| 1st アルバム       | ハジケマシテ 全12曲                                | 2008年11月3日  | 全国流通                              |
| LIVE CD            | IIKUBOMBER1                                        | 2009年8月25日  | ライブ会場限定発売 完売               |
| LIVE CD            | IIKUBOMBER2                                        | 2009年11月1日  | ライブ会場限定発売 完売               |
| LIVE DVD           | ハジケマシテTOUR FINAL                             | 2010年5月3日   | ライブ会場限定発売                    |
| LIVE DVD           | トリプルワンマン2009-2010                          | 2010年12月23日 | ライブ会場限定発売 完売               |
| 2nd アルバム       | ケッヘルの伝言                                     | 2012年8月1日   | 全国流通                              |
| ラジオ日本コンピCD | テッパン！SinGirl～Start～                         | 2013年5月13日  | 全国流通                              |
| ゆるキャラDVD      | みんな大好きふっかちゃん 体操ソング楽曲提供        | 2013年10月16日 | 全国流通                              |
| 四谷天窓コンピCD   | Piano& Woman ～Episode 05～                        | 2014年5月28日  | 全国流通                              |
| LIVE DVD           | IIKUBOX3                                           | 2014年8月8日   | ライブ会場限定発売                    |
| 弾き語りCD 3rd     | saoriiikubo3 ピアノ弾き語り集 6曲入                | 2014年11月3日  | ライブ会場限定発売                    |
| 弾き語りCD 4th     | saoriiikubo4 ピアノ弾き語り集 6曲入り              | 2015年5月3日   | ライブ会場限定発売                    |
| 弾き語りCD 5th     | saoriiikubo5 ピアノ弾き語り集 6曲入り              | 2016年5月8日   | ライブ会場限定発売                    |
| サウンドトラックCD | きんとうか オリジナルサウンドトラック 主題・挿入歌 | 2017年4月28日  | 全国流通                              |
| 弾き語りCD 6th     | saoriiikubo6 ピアノ弾き語り集 6曲入り              | 2017年5月14日  | ライブ会場限定発売                    |
| 3rd アルバム       | 存在                                               | 2018年5月5日   | 2018年9月〜全国流通                   |
| 4th ミニアルバム   | たとえ瓦礫の花でも 6曲入り                         | 2019年５月12日 | 通販・ライブ会場物販                  |

## ファンクラブ
くぼんぬ倶楽部「GOO SKA PYY」＝ファンクラブ。サポーターズクラブ。オフィシャルWEB